# کتابخانه آشوربانی‌پال
کتابخانه آشوربانی‌پال (انگلیسی: Library of Ashurbanipal) کتابخانه سلطنتی آشوربانی‌پال، نام‌گذاری شده پس از وی به عنوان آخرین پادشاه بزرگ امپراتوری آشوری نو است، این کتابخانه مجموعه‌ای بالغ بر هزاران لوح رسی و تکه‌های حاوی متون مختلف مربوط به قرن هفتم پیش از میلاد می‌باشد. در میان آثار ارزشمند این گنجینه می‌توان به لوح مشهور حماسه گیلگمش قدیمی‌ترین و نامدارترین اثر حماسی ادبیات دوران تمدن باستان اشاره داشت. به دلیل استفاده از مواد اولیه در ساخت این مجموعه اغلب آنها به مرور زمان بسیار آشفته و تخریب شده هستند به گونه‌ای که تشخیص، خوانش و بازسازی بسیاری از متون اصلی برای محققان غیرممکن می‌باشد هر چند برخی دیگر از این مجموعه به صورت دست نخورده موجود می‌باشد.
کتابخانه آشوربانی‌پال اطلاعات بسیار جامعی را از مردمان خاور نزدیک باستان در اختیار مورخان امروزی قرار داده‌است. اچ. جی. ولز در اثر خود با نام چکیده تاریخ ضمن اشاره به این کتابخانه از آن با عنوان ارزشمندترین منبع رویدادهای تاریخی جهان نام برده‌است. این آثار ارزشمند در زمان حفاری‌های نینوا، پایتخت امپراتوری آشور واقع در میان‌رودان کشف شد که امروزه شامل مناطق شمال کشور عراق و نزدیک شهر موصل است.
نینوا در سال ۶۱۲ پیش از میلاد توسط اتحادی از مردمان باستان ایران نابود شد. باور بر این است که سوزاندنِ قصر توسط ایرانیان باعث نابودی کتابخانه شده‌است و همین دلیل این است که لوح‌های به جا مانده در بخش‌هایی پخته شده‌اند و به همین دلیل لوح‌های گلی تا حدی باقی مانده‌اند.

## نگارخانه

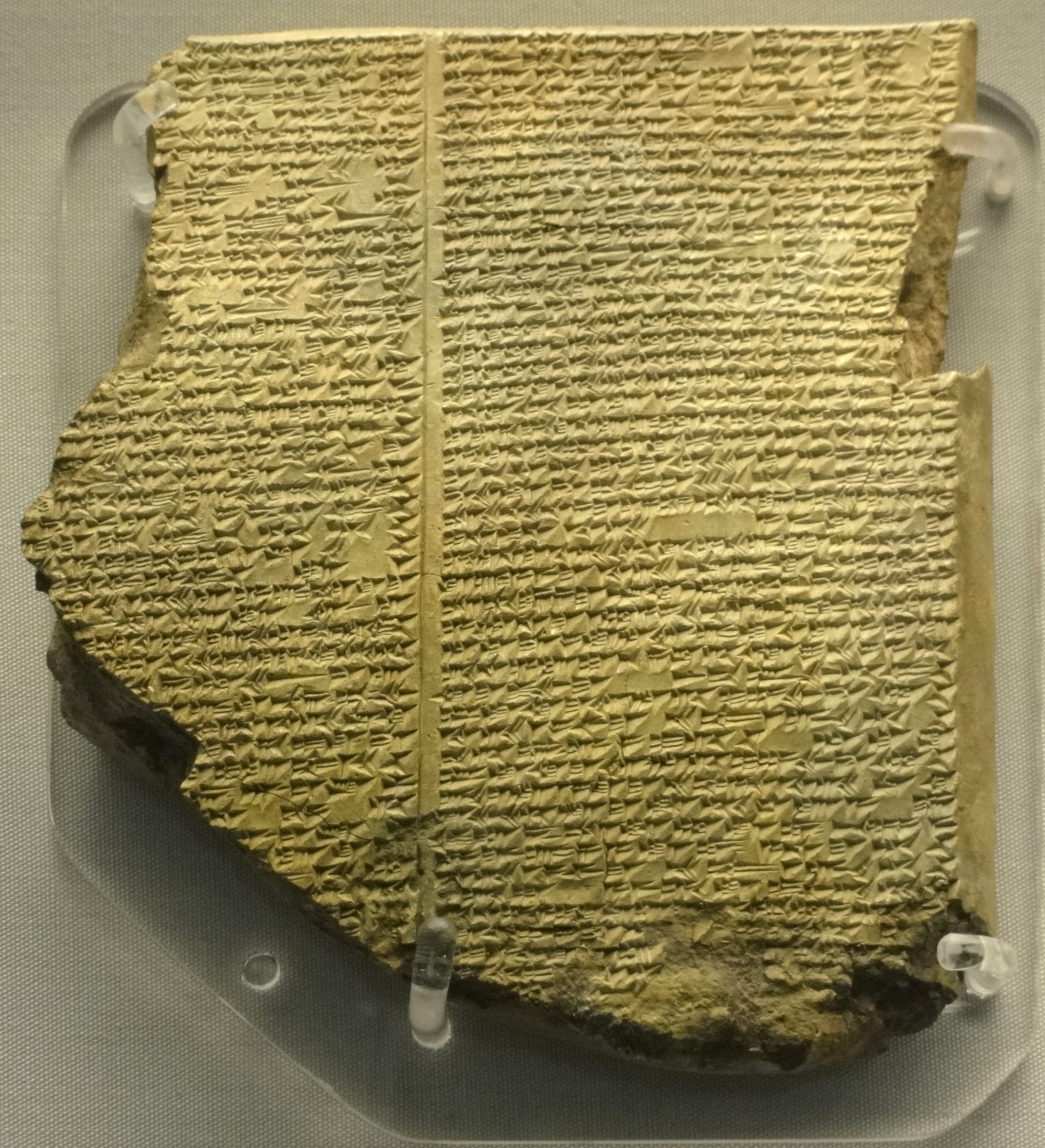
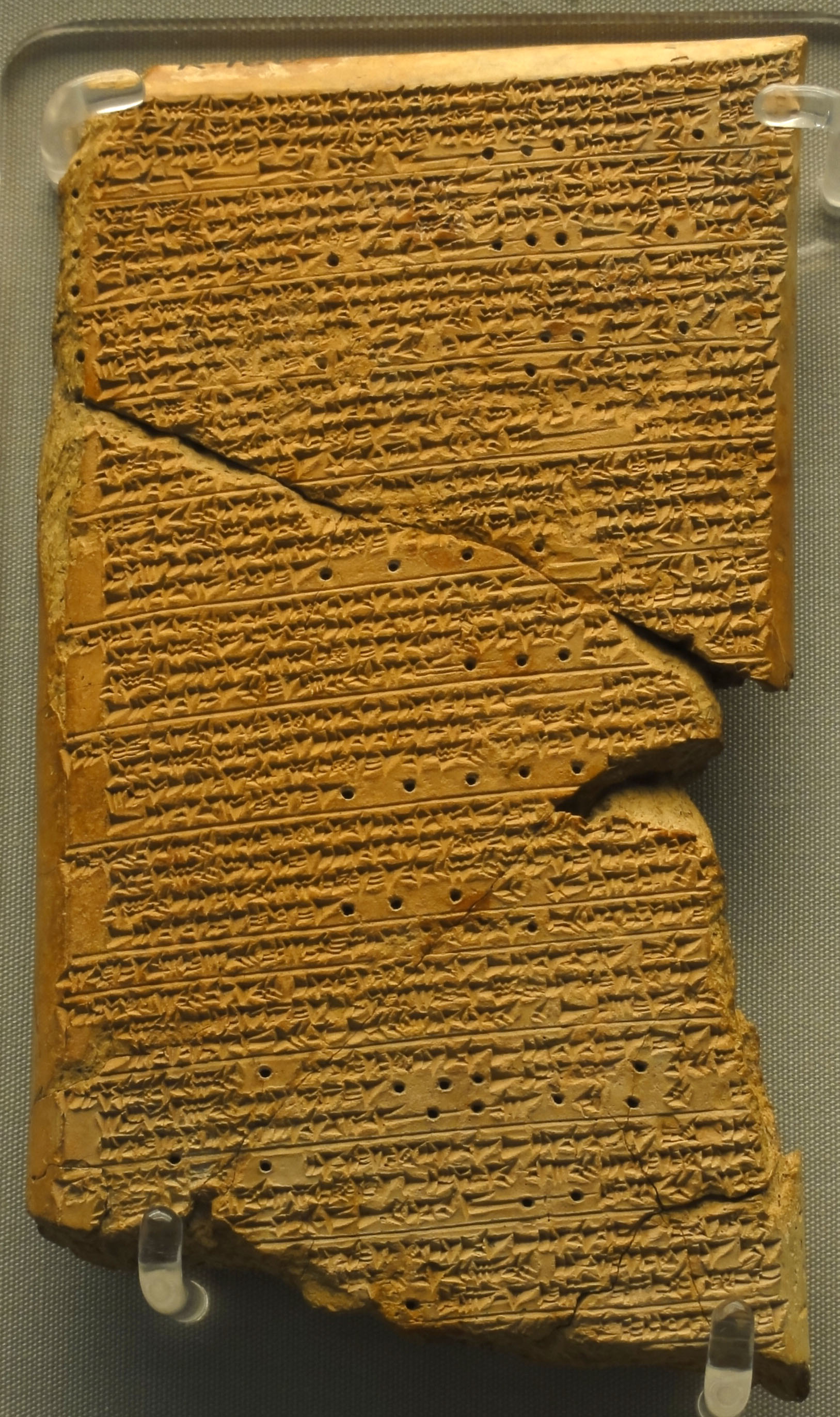
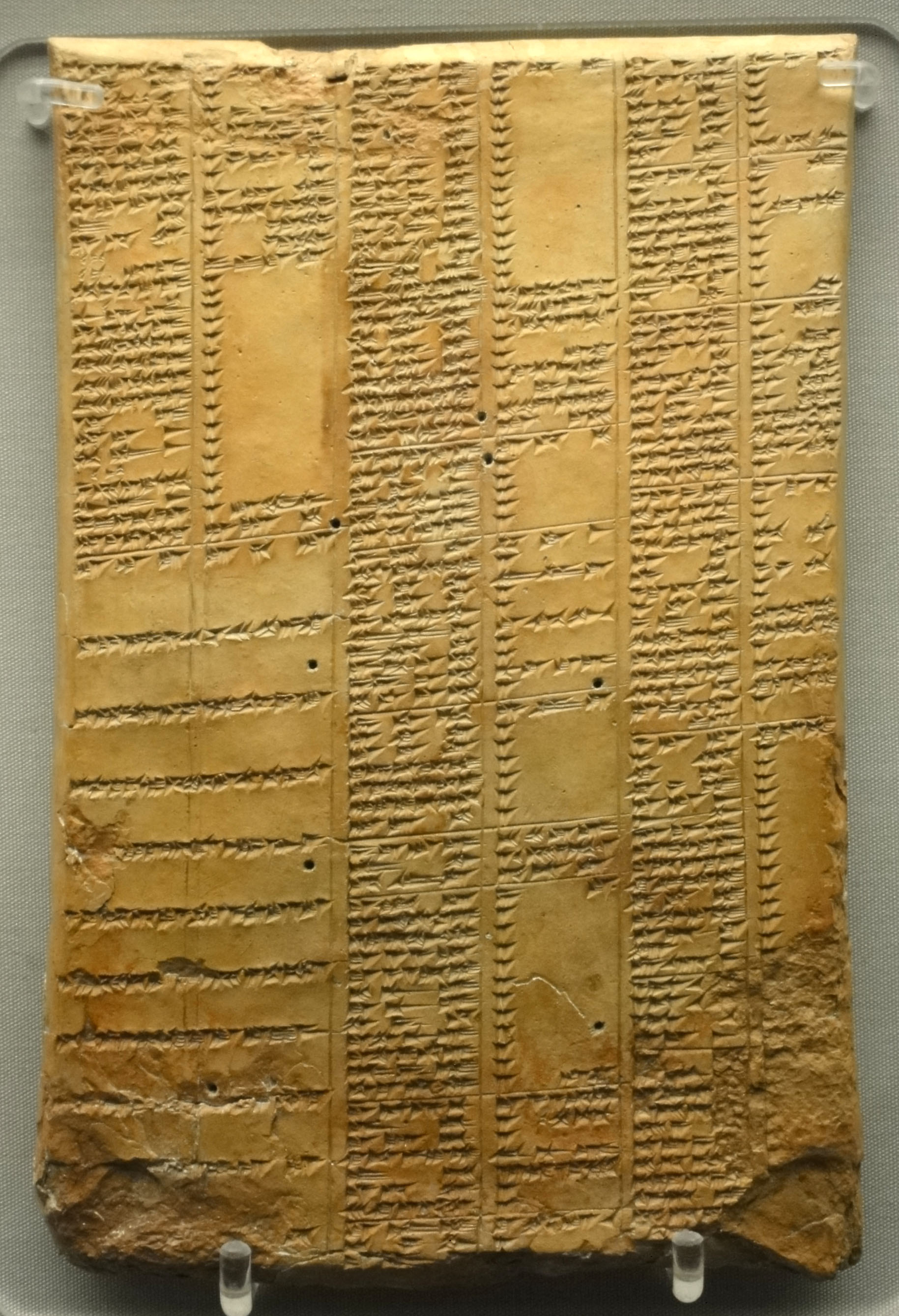

## ضمائم

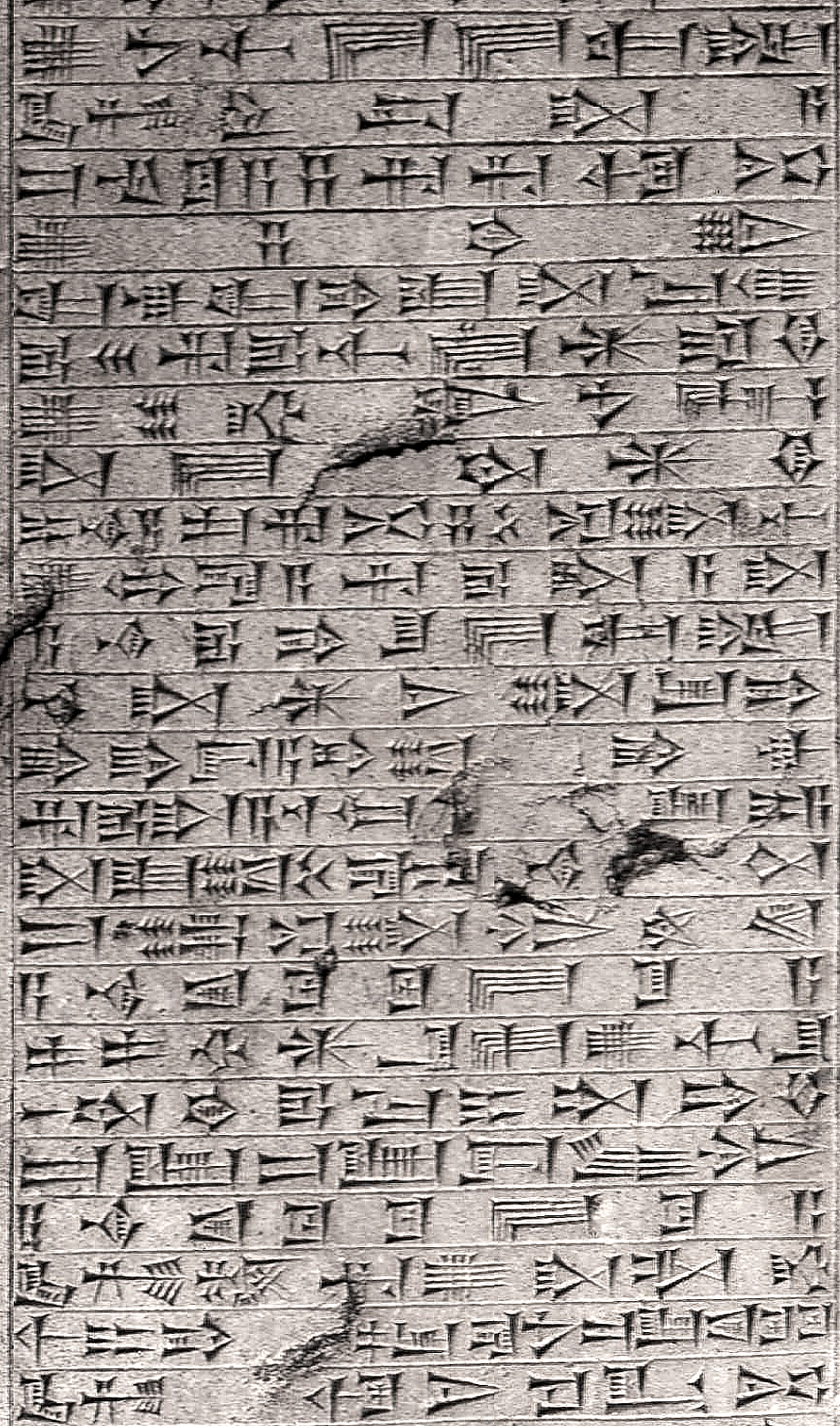
لوح میخی توصیف فداکاری مذهبی و دستاوردهای مدنی نبوکدنصر دوم (BM 129397)، موزه بریتانیا لندن.

آشور بانی‌پال در تاریخ، غالباً با عنوان یک فرمانده و پادشاه جنگجو شناخته می‌شود. با همهٔ این احوال، او در عین‌حال فردی روشنفکر بود که به جمع‌آوری مجموعه‌ای از الواح و کتیبه‌ها پرداخت. وی به عنوان یک کاتب کارآموز به دو زبان اکدی و سومری تسلط داشت. آشور بانی‌پال کاتبان را برای دست‌یابی و گردآوری کتیبه‌های تاریخی به سراسر مرزهای امپراتوری آشوری نو گسیل داشت و همزمان، دانشمندان و کاتبانی را نیز برای کپی‌برداری از مراجع بابلی استخدام نمود. از آنجایی که این پادشاه در میان دشمنانش به قساوت و بی‌رحمی شهره بود، توانست تا بخش عمدهٔ آثار کتابخانهٔ خود را با کمک غنائم جنگی تکمیل نماید. تهدیدات او در همین زمینه باعث می‌گردید تا بتواند هر آنچه را که نیازمند بود از بابل و مناطق اطراف آن فراهم نماید. این احتمال از نظر دور نیست که ممکن است انگیزهٔ اصلی این فرمانروای بزرگ در جمع‌آوری این متون صرفاً برای آشنایی با مراسم و آداب فطری مردمان و اقوام مختلف در راستای حفظ قدرت سلطنتی و فرمانروایی باشد.
کتابخانهٔ سلطنتی متشکل از ۳۰۰۰۰ لوح و کتیبهٔ نوشتاری بوده که اغلب آنها به شدت مخدوش شده هستند. الواح باقیمانده شامل غیب‌گویی‌ها (پیش‌گویی)، نشانه‌ها، افسون‌ها (جادوگری) و سرودهای مذهبی برای چندین خدا است. در میان تمام آثار این مجموعه تنها ۱۰ مورد شامل آثار ادبی آهنگین و منظوم همچون آثار بر پایهٔ حماسه و اسطوره است. حماسه گیلگمش، شاهکار آثار منظوم بابل باستان، در همین کتابخانهٔ آشور بانی‌پال کشف گردید. همانگونه که داستان خلقت انوما الیش، اسطوره آداپا، نخستین آدم و داستان‌هایی مانند مرد بینوای نیپور نیز کشف گردیدند. این متون غالباً به خط میخی زبان اکدی نوشته شده‌اند. هر چند، بسیاری از الواح منشأ دقیقی ندارند و تعیین سرزمین اصلی آنها دشوار است. بسیاری دیگر از آثار نیز با خط امپراتوری بابل نو نوشته شده‌اند در حالی که در میان آنها آثاری نیز با خطوط آشوری هم موجود می‌باشد.
نینوا در سال ۶۱۲ قبل از میلاد توسط ائتلافی از بابلیان، سکاها و پادشاهی ماد مورد تهاجم قرار گرفته و از میان می‌رود. اعتقاد بر این است که هنگام سوختن نینوا در جریان تهاجم، کتابخانه نیز دچار حریق گردیده باشد و همین موضوع باعث شده تا الواح رسی تا حدودی در آتش پخته شوند. این اتفاق، به جای تخریب آثار، به ماندگاری آنها کمک شایانی نموده‌است. این در حالی است که چنین بر می‌آید که برخی از متون که بر روی تخته‌های مومی نوشته شده‌اند، به دلیل ماهیت ارگانیکی که داشته‌اند به سادگی از میان رفته‌اند. موزه بریتانیا مجموعه‌ای در حدود ۳۰۹۴۳ قطعه از آثار بازمانده و مکشوف را در اختیار دارد و متولیان موزه پیشنهاد داده‌اند تا این آثار تحت عنوان بخش پروژه کتابخانهٔ آشور بانی‌پال به صورت کاتالوگ و فهرست‌وار منتشر گردند. چنانچه تمام قطعات کوچکتر که همگی بخشی از یک متن کامل را تشکیل می‌دهند کسر گردند، چنین بر می‌آید که به احتمال بسیار این کتابخانه در مجموع شامل ۱۰۰۰۰ متن باشد. بخش بسیاری از مجموعه آثار کتابخانهٔ آشور بانی‌پال شامل تخته‌های نوشتاری بوده‌است نه لوح‌های سفالی.
نینوا در سال ۶۱۲ پیش از میلاد توسط اتحادی از مردمان باستان ایران نابود شد. باور بر این است که سوزاندنِ قصر توسط ایرانیان باعث نابودی کتابخانه شده‌است و همین دلیل این است که لوح‌های به جا مانده در بخش‌هایی پخته شده‌اند و به همین دلیل لوح‌های گلی تا حدی باقی مانده‌اند.